# 중흥초등학교 (전남)
중흥초등학교는 대한민국 전라남도 여수시 중흥동에 있었던 공립 초등학교이다.

## 학교 연혁
- 1922년 11월 15일 흥국사립보통학교로 개교
- 1925년 9월 25일 중흥공립보통학교로 개편(흥국사)
- 1928년 3월 17일 현 위치로 이전
- 1938년 4월 1일 중흥공립심상소학교 개칭
- 1941년 4월 1일 중흥공립국민학교 개칭
- 1946년 2월 16일 중흥국민학교로 변경
- 1981년 3월 1일 병설유치원 개원
- 1983년 2월 28일 병설유치원 폐원
- 1996년 3월 1일 여천중흥초등학교로 변경
- 1998년 3월 1일 특수학급 인가
- 2000년 3월 1일 중흥초등학교로 변경
- 2012년 2월 29일 여수국가산업단지 확장으로 인한 이주사업으로 인하여 87년만에 폐교[1]